# Beniamino Sadun
Beniamino Sadun (Siena, 1818 – Pisa, 23 febbraio 1911) è stato un medico italiano.

## Biografia
Beniamino Sadun, uno dei primi professori universitari ebrei in Italia, iniziò la carriera universitaria occupando la cattedra di igiene nella Regia Università di Siena. Dopo tre anni passò all'Istituto di studi superiori di Firenze e dopo pochi mesi si trasferì all'Università di Pisa insegnando alla cattedra di igiene.
Al suo insegnamento ufficiale affiancò quello della medicina legale, nel campo della quale portò pur lunghi contributi scientifici, e fra i primi sostenne la necessità che tale disciplina venisse impartita anche agli studenti di Giurisprudenza.
Successivamente al Sadun fu affidato l'insegnamento della psichiatria, allora molto spesso con giunto a quello della medicina legale.
Massone, fu membro della loggia senese Arbia del Grande Oriente d'Italia, della quale fu il deputato all'Assemblea generale del 1863 a Firenze. 
Morì in tarda età a Pisa il 23 febbraio 1911.

## Pubblicazioni (selezione)
- Sulla Giurisprudenza Medica e Farmaceutica - Annali universali di medicina e chirurgia (1882 mag, Serie 1, Volume 259, Fascicolo 779), su emeroteca.braidense.it.
- Sugli ufficj della statistica in genere ed in specie come sussidio alle sanitarie discipline. Lezione del dott. Beniamino Sadun, professore ordinario di igiene dell'Università di Pisa - Annali universali di statistica economia pubblica, legislazione, storia viaggi e commercio e degli studi morali e didattici (1871 mag, Serie 4, Volume 46, Fascicolo 137), su emeroteca.braidense.it.